# Amico Agnifili
Amico Agnifili, dit le cardinal de l'Aquila (né à Rocca di Mezzo dans les Abruzzes, Italie, vers 1398, et mort à l'Aquila le 9 novembre 1476) est un cardinal italien du XVe siècle. 

## Biographie
Agnifili étudie à L'Aquila et à Rome. Il est chanoine et archiprêtre à L'Aquila. À Rome il est chanoine à la basilique Saint-Libère. Agnifili est professeur à l'université de Bologne, où Pietro Barbo, le futur Paul II, est un de ses étudiants. En 1431 il est nommé évêque de L'Aquila. Agnifili est conseiller des rois napolitains Alfonso I et Ferdinando I.
Le pape Paul II le crée cardinal lors du consistoire du 18 septembre 1467. Le cardinal Aniffili est abbé commendataire de l'abbaye de S. Lorenzo in Aversa et de l'abbaye de Ss. Quirico e Giulitta dans le diocèse de Rieti. Il participe au conclave de 1471, lors duquel Sixte IV est élu pape.